# Казансу
Казансу́ (каз. Қазансу) — село у складі Кербулацького району Жетисуської області Казахстану. Входить до складу Сарибулацького сільського округу.
Населення — 28 осіб (2021; 338 у 2009, 350 у 1999, 508 у 1989).